# Bernd Duvigneau
Bernd Duvigneau (Magdeburgo, Alta Saxónia, 3 de dezembro de 1955) é um ex-canoísta alemão especialista em provas de velocidade.

## Carreira
Foi vencedor da medalha de Ouro em K-4 1000 m em Moscovo 1980 com os seus colegas de equipa Rüdiger Helm, Bernd Olbricht e Harald Marg e da medalha de Bronze em Montreal 1976.